# Антошко Кузьма Давидович
Антошко Кузьма Давидович (13 листопада (1 листопада) 1897, Китайгород — після 1939) — український військовик, повстанець, сотник (капітан) Армії УНР. Голова Української громади в Плоєшті (Румунія; 1932).
Відповідно до українського законодавства може бути зарахований до борців за незалежність України у XX сторіччі.

## Життєпис
Навесні 1918 закінчив Київську інструкторську школу старшин. Мав молодшого брата Михайла (1901).
У «Короткому життєписі» 10 серпня 1924 писав:
| «Я, українець по походженню Кузьма Давидович Антошко, син селянина (мати Фросина), родився на Браславщині в с. Китайгороді Савелецької волости 1 падолиста 1897 року. Виріс і дістав освіту в тому ж селі. В 1912 році вступив до второклясової церковно-учительської школи в с. Чукові на Браславщині, яку й скінчив в 1915 році. В тім же році підготовився і видержав іспит на звання вчителя церковноприходської школи при Тиврівській духовній школі. Того ж року 22 жовтня дістав посаду вчителя в с. Плоскім Могилівського повіту на Поділлі. Пробувши рік на посаді, я був призваний до війська як рекрут досрочним призивом 1916 року. Служив в російській армії 1 рік і два місяці в 4-ім стрілковім полку (лейб-гвардії) в м. Царськім селі. 1 серпня 1917 року був відряджений до Київської костянтинівської військової школи. Пробув у ній три місяці до жовтневої революції. Пізніше брав участь в рядах юнацьких сотень в бійках з большевиками. Весною 1918 року вступив до військової інструкторської школи в Київі, яку скінчив з правом займання старшинських посад у війську. В кінець 1918 року і 1919 брав участь у бійках з москалями і поляками. Восени 1919 року після хвороби я повернувся до вчителювання на посаді вчителя Китайгородської 7-мирічної школи до кінця січня 1922 року. За цей час відсидів три місяці в Вінницькій Чека (з 25 лютого по 22 травня 1921 року). 10 лютого 1922 перебрався до Румунії. Восени 1922 року вирушив до ЧСР, але був заарештований на Підкарпаттю і повернений до Румунії. Мешкав у Букурешті, працював на будівництві». |
Надсилав листи з проханням прийняти його до Української Господарської академії в Подєбрадах двічі (2 серпня 1925 і 24 вересня 1926), але отримував відмову через недостатню освіту.
29 квітня 1928 взяв участь в установчих зборах «Української громади у Бухаресті» (інша назва — «Громада українських емігрантів у Бухаресті»). Наприкінці 1939-го — на початку 1940 прихильники гетьмана Павла Скоропадського очолили цю організацію. Головою управи став професор Юрій Русов, членами — гетьманці О. Черницький і Яковенко, уенерівці Кузьма Антошко та Микола Пилипенко.
Нагороджений Хрестом Симона Петлюри.